# SEC14L1
SEC14L1‏ (SEC14 like lipid binding 1) هوَ بروتين يُشَفر بواسطة جين SEC14L1 في الإنسان.